# Discografia de Flo Rida
A discografia do rapper, cantor e compositor Flo Rida consiste em três álbuns de estúdio, dois extended plays (EP), dezessete singles como artista principal, quarenta e três dos quais contam participações, onze singles promocionais, e dezessete vídeos musicais. Crescendo na Flórida, o estado do qual seu nome foi derivado, foi envolvido em um grupo de hip hop em sua adolescência. Uma demo a solo inicialmente encontrou a rejeição de várias empresas, mas acabou por ser aceite pela Poe Boy Entertainment, com quem Flo Rida assinou em 2006.
O primeiro single "Low", com T-Pain foi lançado em 2007 e alcançou o número um em vários países, incluindo Austrália, Canadá, Irlanda, Nova Zelândia e Estados Unidos. "Low" foi destaque na trilha sonora de Step Up 2: The Streets e ficou no topo da Billboard Hot 100 por dez semanas, passando a ser certificada cinco vezes platina pela Recording Industry Association of America (RIAA). A canção foi incluída em seu primeiro álbum, Mail on Sunday, que chegou a número quatro na Billboard 200 após seu lançamento em 2008. Os singles seguintes "Elevator", com Timbaland e "In the Ayer", com will.i.am atingiram o pico no top vinte nos cinco países mencionados. No mesmo ano, uma colaboração com Jessica Mauboy em "Running Back" alcançou o número três na Austrália e foi certificado platina duplo lá.
Em 2009, Flo Rida lançou seu segundo álbum de estúdio R.O.O.T.S.; o single principal "Right Round" liderou as paradas nacionais do Canadá, Alemanha, Irlanda e Reino Unido, além dos Estados Unidos, onde permaneceu seis semanas consecutivas. O single, que apresenta Kesha, foi certificado platina 4x nos EUA e triplo platina na Austrália e no Canadá. Três singles foram lançados do álbum: "Sugar", com Wynter, "Jump", com Nelly Furtado, e "Be On You", com Ne-Yo, apenas "Jump" falhou no top vinte da Billboard Hot 100. ROOTS atingiu o número cinco no Reino Unido e número oito nos EUA. Em 2009, Flo Rida também apareceu em "Bad Boys" da vencedora do The X Factor, Alexandra Burke que foi número um na Irlanda e no Reino Unido.
No ano seguinte, fez uma aparência em "Higher" dos The Saturdays e conseguiu chegar a número dez no Reino Unido. Os próximos dois álbuns de estúdio de Flo Rida foram anunciados em 2010 como um projecto de duas partes. Only One Flo (Part 1) foi lançado em Novembro de 2010 para apresentar o talento melódico e contém a colaboração com David Guetta, "Club Can't Handle Me", um número um na Irlanda e no Reino Unido. O segundo single do álbum "Turn Around (5, 4, 3, 2, 1)" atingiu o top quarenta da Austrália e Nova Zelândia e o terceiro, "Who Dat Girl" com participação de Akon conseguiu menos. Wild Ones, está previsto para lançamento em 7 de julho de 2012 e terá como objectivo focar as habilidades compositoras de Flo Rida.

## Álbuns

### Álbuns de estúdio
| Ano                                                               | Álbum | Melhores Posições | Melhores Posições | Melhores Posições | Melhores Posições | Melhores Posições | Melhores Posições | Melhores Posições | Melhores Posições | Melhores Posições | Melhores Posições | Certificações                       | Vendas                            |
| Ano                                                               | Álbum | EUA               | R&B               | Rap               | CAN               | ING               | FRA               | AUS               | ALE               | IRL               | NZ                | Certificações                       | Vendas                            |
| ----------------------------------------------------------------- | --- | ----------------- | ----------------- | ----------------- | ----------------- | ----------------- | ----------------- | ----------------- | ----------------- | ----------------- | ----------------- | ----------------------------------- | --------------------------------- |
| 2008                                                              | Mail on Sunday - Lançamento: 18 de Março de 2008 - Formato(s): CD, download digital - Gravadora(s): Atlantic/Poe Boy   | 4                 | 3                 | 2                 | 4                 | 29                | 129               | 20                | 50                | 57                | 14                | - AUS: Ouro - ING: Ouro - CAN: Ouro | - EUA: 450,000                    |
| 2009                                                              | R.O.O.T.S. - Lançamento: 31 de Março de 2009 - Formato(s): CD, download digital - Gravadora(s): Atlantic, Poe Boy      | 8                 | 6                 | 3                 | 6                 | 5                 | 25                | 6                 | 21                | 13                | 13                | - UK: Prata - CAN: Ouro             | - EUA: 350,000 - Mundo: 1,000,000 |
| 2010                                                              | Only One Flo (Part 1) - Lançamento: 30 de Novembro de 2010 - Formato(s): CD, download digital - Gravadora(s): Atlantic | 107               | 21                | 11                | 82                | 70                | —                 | —                 | —                 | —                 | —                 |                                     | - EUA: 100,000                    |
| 2012                                                              | Wild Ones - Lançamento: 7 de julho de 2012 - Formato(s): CD, download digital - Gravadora(s): Atlantic                 | 14                | —                 | 2                 | 1                 | 8                 | 19                | 5                 | 16                | 9                 | 6                 | - UK: Ouro - AUS: Ouro - CAN: Ouro  | - EUA: 320,000                    |
| "—" denota álbuns que falharam nas paradas ou não foram lançados. | |                   |                   |                   |                   |                   |                   |                   |                   |                   |                   |                                     |                                   |

### Extended plays
| Ano  | Álbum |
| ---- | --- |
| 2009 | iTunes Live: London Festival '09 – EP - Lançamento: 15 de Julho de 2009 - Formato(s): Download digital - Gravadora(s): Atlantic |
| 2012 | Good Feeling - Lançamento: 6 de Abril de 2012 - Formato(s): Download digital - Gravadora(s): Sony Music Australia               |

## Singles

### Como artista principal
| Ano                                                                | Canção                                    | Melhores Posições | Melhores Posições | Melhores Posições | Melhores Posições | Melhores Posições | Melhores Posições | Melhores Posições | Melhores Posições | Melhores Posições | Melhores Posições | Certificações | Álbum                 |
| Ano                                                                | Canção                                    | EUA               | R&B               | Rap               | CAN               | ING               | FRA               | AUS               | ALE               | IRL               | NZ                | Certificações | Álbum                 |
| ------------------------------------------------------------------ | ----------------------------------------- | ----------------- | ----------------- | ----------------- | ----------------- | ----------------- | ----------------- | ----------------- | ----------------- | ----------------- | ----------------- | --- | --------------------- |
| 2007                                                               | "Low" (com T-Pain)                        | 1                 | 9                 | 1                 | 2                 | 1                 | 33                | 1                 | 13                | 1                 | 1                 | - EUA: 5× Platina - AUS: 3× Platina - CAN: 3× Platina - NZ: 2× Platina                                                                | Mail on Sunday        |
| 2008                                                               | "Elevator" (com Timbaland)                | 16                | 52                | 10                | 20                | 10                | —                 | 13                | 34                | 11                | 10                | - EUA: Ouro - AUS: Ouro - CAN: Ouro                                                                                                   | Mail on Sunday        |
| 2008                                                               | "In the Ayer" (com will.i.am)             | 9                 | 105               | 16                | 29                | 13                | —                 | 19                | 50                | 11                | 9                 | - EUA: Platina - CAN: Platina | Mail on Sunday        |
| 2009                                                               | "Right Round" (com Ke$ha)                 | 1                 | 63                | 3                 | 1                 | 1                 | 2                 | 1                 | 4                 | 1                 | 1                 | - EUA: 4× Platina - AUS: 3× Platina - AUT: Ouro - CAN: 3× Platina - FIN: Ouro - ALE: Ouro - NZ: Platina                               | R.O.O.T.S.            |
| 2009                                                               | "Sugar" (com Wynter Gordon)               | 5                 | 100               | 8                 | 18                | 8                 | 9                 | 20                | 37                | 2                 | 2                 | - EUA: Platina - CAN: Ouro | R.O.O.T.S.            |
| 2009                                                               | "Jump" (com Nelly Furtado)                | 54                | —                 | —                 | 21                | 32                | —                 | 18                | 27                | 26                | 33                | | R.O.O.T.S.            |
| 2009                                                               | "Be on You" (com Ne-Yo)                   | 19                | —                 | 6                 | 51                | 61                | —                 | —                 | —                 | —                 | —                 | | R.O.O.T.S.            |
| 2010                                                               | "Club Can't Handle Me" (com David Guetta) | 9                 | —                 | 12                | 1                 | 4                 | —                 | 3                 | 4                 | 1                 | 3                 | - EUA: Ouro - AUS: Ouro - CAN: Platina - ALE: Ouro - ESP: Ouro - NZ: Platina                                                          | Only One Flo (Part 1) |
| 2010                                                               | "Turn Around (5, 4, 3, 2, 1)"             | 98                | —                 | —                 | 34                | 46                | —                 | 38                | 33                | —                 | 42                | | Only One Flo (Part 1) |
| 2010                                                               | "Who Dat Girl" (com Akon)                 | —                 | —                 | —                 | —                 | —                 | —                 | —                 | —                 | —                 | —                 | | Only One Flo (Part 1) |
| 2011                                                               | "Good Feeling"                            | 3                 | 80                | 8                 | 2                 | 1                 | 1                 | 1                 | 4                 | 1                 | 5                 | - AUS: 5× Platina - EUA: 3× Platina - ALE: 3× Platina - AUT: Platina - SUE: 4× Platina - SUI: Platina - CAN: Platina - UK: Platina    | Wild Ones             |
| 2012                                                               | "Wild Ones" (com Sia)                     | 5                 | 8                 | 82                | 1                 | 4                 | 11                | 1                 | 6                 | 3                 | 1                 | - EUA: 3× Platina - AUS: 6× Platina - ALE: Ouro - AUT: Ouro - SUE: 5× Platina - SUI: Ouro - CAN: 5× Platina - UK: 2× Platina          | Wild Ones             |
| 2012                                                               | "Whistle"                                 | 1                 | 2                 | 1                 | 1                 | 2                 | 2                 | 1                 | 2                 | 1                 | 1                 | - EUA: 2× Platina - AUS: 6× Platina - ALE: Platina - AUT: Platina - SUE: 5× Platina - SUI: Platina - CAN: 5× Platina - UK: 2× Platina | Wild Ones             |
| 2012                                                               | "I Cry"                                   | 6                 | 2                 | 1                 | 9                 | 3                 | 9                 | 3                 | 10                | 12                | 4                 | - AUS: 3× Platina - ALE: Ouro - SUI: Ouro - CAN: 2× Platina - UK: Ouro                                                                | Wild Ones             |
| 2013                                                               | "Sweet Spot" (com Jennifer Lopez)         | —                 | —                 | —                 | —                 | —                 | —                 | 25                | —                 | —                 | —                 | | Wild Ones             |
| 2013                                                               | "Let It Roll"                             | —                 | —                 | —                 | 23                | 17                | 86                | 7                 | 24                | 34                | 18                | | Wild Ones             |
| 2013                                                               | "Tell Me When You're Ready" (com Future)  | —                 | —                 | —                 | 93                | —                 | —                 | —                 | —                 | —                 | —                 | | Single sem álbum      |
| "—" denota singles que falharam nas paradas ou não foram lançados. |                                           |                   |                   |                   |                   |                   |                   |                   |                   |                   |                   | |                       |

### Como artista convidado
| Ano                                                                | Canção                                                                               | Melhores Posições | Melhores Posições | Melhores Posições | Melhores Posições | Melhores Posições | Melhores Posições | Melhores Posições | Melhores Posições | Melhores Posições | Melhores Posições | Certificações                         | Álbum             |
| Ano                                                                | Canção                                                                               | EUA               | Dance             | R&B               | Rap               | AUS               | CAN               | IRL               | NZ                | SUI               | ING               | Certificações                         | Álbum             |
| ------------------------------------------------------------------ | ------------------------------------------------------------------------------------ | ----------------- | ----------------- | ----------------- | ----------------- | ----------------- | ----------------- | ----------------- | ----------------- | ----------------- | ----------------- | ------------------------------------- | ----------------- |
| 2008                                                               | "Move Shake Drop" (DJ Laz com Flo Rida, Casely e Pitbull)                            | 56                | —                 | —                 | —                 | —                 | —                 | —                 | —                 | —                 | —                 |                                       | Category 6        |
| 2008                                                               | "We Break the Dawn" (Michelle Williams com Flo Rida)                                 | —                 | 4                 | —                 | —                 | —                 | —                 | —                 | —                 | —                 | —                 |                                       | Unexpected        |
| 2008                                                               | "Running Back" (Jessica Mauboy com Flo Rida)                                         | —                 | —                 | —                 | —                 | 5                 | —                 | —                 | —                 | —                 | —                 | - AUS: 2× Platina                     | Been Waiting      |
| 2008                                                               | "Just Know Dat" (Brisco com Flo Rida e Lil Wayne)                                    | —                 | 113               | —                 | —                 | —                 | —                 | —                 | —                 | —                 | —                 |                                       | Street Medicine   |
| 2009                                                               | "Feel It" (DJ Felli Fel com Flo Rida, T-Pain, Sean Paul e Pitbull)                   | —                 | —                 | —                 | 23                | —                 | —                 | —                 | —                 | —                 | —                 | Go DJ!                                |                   |
| 2009                                                               | "Starstruck" (Lady Gaga com Flo Rida e Space Cowboy)                                 | 107               | —                 | —                 | —                 | —                 | —                 | —                 | 74                | —                 | 191               | The Fame                              |                   |
| 2009                                                               | "Cause a Scene" (Teairra Mari com Flo Rida)                                          | —                 | 123               | —                 | —                 | —                 | —                 | —                 | —                 | —                 | —                 | At That Point                         |                   |
| 2009                                                               | "Sunshine" (Phyllisia com Ne-Yo e Flo Rida)                                          | —                 | —                 | 69                | —                 | —                 | —                 | —                 | —                 | —                 | —                 | Phyllisia                             |                   |
| 2009                                                               | "Good Girls Like Bad Boys" (Jadyn Maria com Flo Rida)                                | —                 | —                 | —                 | —                 | —                 | —                 | —                 | —                 | —                 | —                 | Man's World                           |                   |
| 2009                                                               | "Cause a Scene" (Teairra Marí com Flo Rida)                                          | —                 | —                 | —                 | —                 | —                 | —                 | —                 | —                 | —                 | —                 | Sem álbum                             |                   |
| 2009                                                               | "Ruff Me Up" (Brooke Hogan com Flo Rida)                                             | —                 | —                 | —                 | —                 | —                 | —                 | —                 | —                 | —                 | —                 | The Redemption                        |                   |
| 2009                                                               | "Come Alive" (Masha K com Flo Rida)                                                  | —                 | —                 | —                 | —                 | —                 | —                 | —                 | —                 | —                 | —                 | Sem álbum                             |                   |
| 2009                                                               | "Bad Boys" (Alexandra Burke com Flo Rida)                                            | —                 | —                 | —                 | —                 | —                 | —                 | 1                 | —                 | 12                | 1                 | - ING: Platina                        | Overcome          |
| 2009                                                               | "Drop That" (Mista Mac com Flo Rida, Brisco, e Ball Greezy)                          | —                 | —                 | —                 | —                 | —                 | —                 | —                 | —                 | —                 | —                 |                                       | Live from the 305 |
| 2009                                                               | "The Next Door (Indestructible)" (Exile featuring Flo Rida)                          | —                 | —                 | —                 | —                 | —                 | —                 | —                 | —                 | —                 | —                 | Sem álbum                             |                   |
| 2009                                                               | "Feelin on My A" (Dear Jayne com Flo Rida)                                           | —                 | —                 | —                 | —                 | —                 | —                 | —                 | —                 | —                 | —                 | Sem álbum                             |                   |
| 2009                                                               | "'Kick It Out" (Boom Boom Satellites com Tahj Mowry e Flo Rida)                      | —                 | —                 | —                 | —                 | —                 | —                 | —                 | —                 | —                 | —                 | Sem álbum                             |                   |
| 2009                                                               | "Candy Girl (Sugar Sugar)" (Inner Circle com Flo Rida)                               | —                 | —                 | —                 | —                 | —                 | —                 | —                 | —                 | —                 | —                 | Bringin da Heat                       |                   |
| 2009                                                               | "Dance with Me" (Aaron Carter com Flo Rida)                                          | —                 | —                 | —                 | —                 | —                 | —                 | —                 | —                 | —                 | —                 | Sem álbum                             |                   |
| 2009                                                               | "Feel It" (Three 6 Mafia com Tiesto, Flo Rida, e Sean Kingston)                      | 78                | —                 | —                 | —                 | —                 | —                 | —                 | 33                | —                 | 83                | Laws of Power                         |                   |
| 2010                                                               | "What Girls Like" (Smokey com Flo Rida e Git Fresh)                                  | —                 | —                 | —                 | —                 | —                 | —                 | —                 | —                 | —                 | —                 | Sem álbum                             |                   |
| 2010                                                               | "Subelo" (Angel & Khriz com Flo Rida)                                                | —                 | —                 | —                 | —                 | —                 | —                 | —                 | —                 | —                 | —                 | Da' Take Over                         |                   |
| 2010                                                               | "Heartbreaker" (G-Dragon com Flo Rida)                                               | —                 | —                 | —                 | —                 | —                 | —                 | —                 | —                 | —                 | —                 | Heartbreaker                          |                   |
| 2010                                                               | "Dancin' For Me" (J Lewis com Flo Rida)                                              | —                 | —                 | —                 | —                 | —                 | —                 | —                 | —                 | —                 | —                 | Sem álbum                             |                   |
| 2010                                                               | "White Girls" (Trina com Flo Rida e Git Fresh)                                       | —                 | —                 | —                 | —                 | —                 | —                 | —                 | —                 | —                 | —                 | Amazin'                               |                   |
| 2010                                                               | "Caught Me Slippin" (Nathan Fagan-Gayle com Flo Rida e Git Fresh)                    | —                 | —                 | —                 | —                 | —                 | —                 | —                 | —                 | —                 | —                 | Sem álbum                             |                   |
| 2010                                                               | "Iyiyi" (Cody Simpson com Flo Rida)                                                  | 112               | —                 | —                 | 25                | —                 | —                 | —                 | —                 | —                 | —                 | 4 U                                   |                   |
| 2010                                                               | "Let Me Show U" (Wesley com Flo Rida)                                                | —                 | —                 | —                 | —                 | —                 | —                 | —                 | —                 | —                 | —                 | Sem álbum                             |                   |
| 2010                                                               | "You Make the Rain Fall" (Kevin Rudolf com Flo Rida)                                 | —                 | —                 | —                 | —                 | 59                | —                 | —                 | —                 | —                 | —                 | To the Sky                            |                   |
| 2010                                                               | "Higher" (The Saturdays com Flo Rida)                                                | —                 | —                 | —                 | —                 | —                 | 11                | 10                | —                 | —                 | —                 | Headlines!                            |                   |
| 2010                                                               | "SMH (Shakin' My Head)" (Detail com Flo Rida)                                        | —                 | —                 | —                 | —                 | —                 | —                 | —                 | —                 | —                 | —                 | Sem álbum                             |                   |
| 2012                                                               | "Goin' In" (Jennifer Lopez com Flo Rida                                              | —                 | —                 | —                 | —                 | 58                | 54                | —                 | —                 | —                 | —                 | Dance Again... The Hits               |                   |
| 2012                                                               | "My Dilemma 2.0" (Selena Gomez & The Scene com Flo Rida)                             | —                 | —                 | —                 | —                 | —                 | —                 | —                 | —                 | —                 | —                 | When the Sun Goes Down                |                   |
| 2012                                                               | "Get Low" (Waka Flocka Flame com Nicki Minaj, Tyga e Flo Rida                        | 72                | —                 | —                 | —                 | —                 | 58                | —                 | —                 | —                 | —                 | Triple F Life: Fans, Friends & Family |                   |
| 2012                                                               | "Troublemaker" (Olly Murs com participação de Flo Rida)                              | 87                | —                 | —                 | —                 | 3                 | 34                | 3                 | 5                 | —                 | 1                 | Right Place Right Time                |                   |
| 2012                                                               | "Change Your Life"(Far East Movement com participação de Flo Rida and Sidney Samson) | —                 | —                 | —                 | —                 | —                 | —                 | —                 | —                 | —                 | —                 | Dirty Bass                            |                   |
| 2012                                                               | "Say You're Just a Friend"(Austin Mahone com participação de Flo Rida)               | —                 | —                 | —                 | —                 | —                 | —                 | —                 | —                 | —                 | —                 | Single sem álbum                      |                   |
| 2013                                                               | "Baile em Miami" (Buchecha com participação de Flo Rida)                             | —                 | —                 | —                 | —                 | —                 | —                 | —                 | —                 | —                 | —                 | Single sem álbum                      |                   |
| 2013                                                               | "Danse" (Tal com participação de Flo Rida                                            | —                 | —                 | —                 | —                 | —                 | —                 | —                 | —                 | —                 | —                 |                                       | TBA               |
| "—" denota singles que falharam nas paradas ou não foram lançados. |                                                                                      |                   |                   |                   |                   |                   |                   |                   |                   |                   |                   |                                       |                   |

### SinglesPromocionais
| Ano                                                                | Canção                            | Melhores Posições | Melhores Posições | Melhores Posições | Melhores Posições | Álbum                     |
| Ano                                                                | Canção                            | EUA               | R&B               | CAN               | ING               | Álbum                     |
| ------------------------------------------------------------------ | --------------------------------- | ----------------- | ----------------- | ----------------- | ----------------- | ------------------------- |
| 2007                                                               | "Birthday"                        | —                 | —                 | —                 | —                 | Mail on Sunday            |
| 2007                                                               | "Radio"                           | —                 | —                 | —                 | —                 | Mail on Sunday            |
| 2008                                                               | "Roll" (com Sean Kingston)        | 61                | —                 | 43                | —                 | Mail on Sunday            |
| 2009                                                               | "Shone" (com Pleasure P)          | 57                | 81                | 38                | 144               | R.O.O.T.S.                |
| 2009                                                               | "Touch Me"                        | —                 | —                 | —                 | —                 | R.O.O.T.S.                |
| 2009                                                               | "Balla" (com Brisco & Billy Blue) | —                 | —                 | —                 | —                 | R.O.O.T.S.                |
| 2009                                                               | "Available" (com Akon)            | —                 | —                 | 89                | —                 | R.O.O.T.S.                |
| 2010                                                               | "Come with Me"                    | —                 | —                 | —                 | —                 | The Only One (Part 1)     |
| 2011                                                               | "Turn Around, Pt. 2"              | —                 | —                 | —                 | —                 | Sem Álbum                 |
| 2011                                                               | "In The Dark" (Dev com Flo Rida)  | —                 | —                 | —                 | —                 | The Night the Sun Came Up |
| "—" denota singles que falharam nas paradas ou não foram lançados. |                                   |                   |                   |                   |                   |                           |

## Outras canções que entraram nas paradas
| Ano  | Canção                                               | Melhores Posições | Melhores Posições | Melhores Posições | Álbum    |
| Ano  | Canção                                               | EUA               | CAN               | ING               | Álbum    |
| ---- | ---------------------------------------------------- | ----------------- | ----------------- | ----------------- | -------- |
| 2008 | "Starstruck" (Lady Gaga com Flo Rida e Space Cowboy) | 107               | 74                | 191               | The Fame |

## Vídeos Musicais

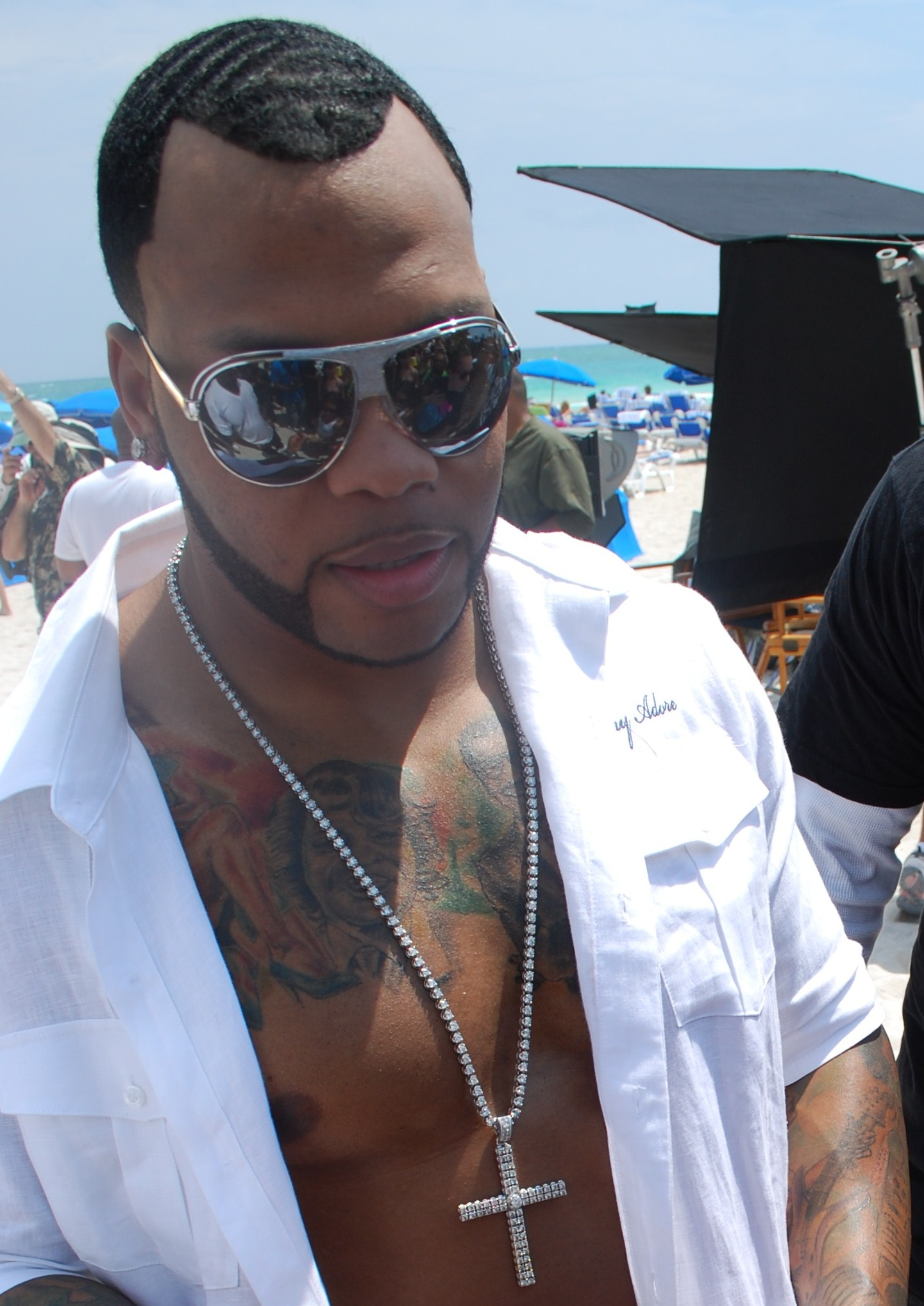
Flo Rida em Miami (Abril de 2009)

| Ano  | Título                        | Director(es)    |
| ---- | ----------------------------- | --------------- |
| 2007 | "Low"                         | Bernard Gourley |
| 2008 | "Move Shake Drop Remix"       |                 |
| 2008 | "Elevator"                    | Gil Green       |
| 2008 | "In the Ayer"                 | Shane Drake     |
| 2008 | "Running Back"                | Fin Edquist     |
| 2009 | "Feel It"                     |                 |
| 2009 | "Right Round"                 | Malcolm Jones   |
| 2009 | "Shone"                       | Zollo           |
| 2009 | "Sugar"                       | Shane Drake     |
| 2009 | "Available"                   | David Rousseau  |
| 2009 | "Jump"                        | Chris Robinson  |
| 2009 | "Drop That"                   | David Rousseau  |
| 2009 | "Cause a Scene"               | David Rousseau  |
| 2009 | "Touch Me"                    |                 |
| 2009 | "Bad Boys"                    | Bryan Barber    |
| 2009 | "Good Girls Like Bad Boys"    | Claire Carre    |
| 2010 | "Feel It"                     | Rich Newey      |
| 2010 | "Caught Me Slippin"           | Malcolm Jones   |
| 2010 | "Dancin' for Me"              | Jeffrey Elmont  |
| 2010 | "You Make the Rain Fall"      | Alex Moors      |
| 2010 | "Club Can't Handle Me"        | Marc Klasfeld   |
| 2010 | "Higher"                      | Taylor Cohen    |
| 2010 | "Turn Around (5, 4, 3, 2, 1)" | RAGE            |
| 2011 | "Who Dat Girl"                | Ray Kay         |
| 2011 | "Good Feeling"                | Erik White      |
| 2011 | "Wild Ones"                   | Erik White      |
| 2012 | "Whistle"                     | Marc Klasfeld   |
| 2012 | "I Cry"                       | Marc Klasfeld   |
| 2012 | "Let It Roll"                 |                 |